# Stay with me (倖田來未の曲)
「stay with me」（ステイ ウィズ ミー）は、2008年12月24日発売の日本の歌手・倖田來未の42作目のシングル。発売元はrhythm zone。

## 解説
- 2009年1月28日発売のアルバム『TRICK』からの先行シングル。
- 前作「TABOO」、以来、約2か月半ぶりのリリースとなった。一般には「CDのみ」「CD＋DVD」の2形態での発売、さらに前回と引き続き、ファンクラブ会員限定で発売された「CDのみ（表題曲である「stay with me」とそのインストメンタルを収録で、ファンクラブ限定オリジナルジャケット、スペシャルグッズ付き）」を合わせると、実質的に3形態での発売となる。各ジャケットもそれぞれ異なっている。
- 「stay with me」は、au（KDDI / 沖縄セルラー電話）「LISMO」CFソング及び、ソニー・エリクソン・モバイルコミュニケーションズの「WalkmanPhone, Xmini（W65S）CMソング（ちなみに、後者のCMでは、オリジナルではない配信限定の別のバージョン「stay with me 〜sony ericsson CM ver.〜」が使われている）であり、イルミネーションで輝く街を、ひとり思い出をひきずりながら歩く女性をイメージして作られた、遠く離れてしまった恋人を想い“あの頃に戻りたい”と願う女性の心境を表現したバラードナンバーとなっている[1]。前作同様PVが2種類製作されている。
- 発売日を前に着うた100万ダウンロードを突破し、その後もロングヒットを続け250万ダウンロードを記録した。
- 一般の先着特典として、「stay with me」のポスターがプレゼントされた。

## 収録曲

### CD+DVD・CD盤
- 全作詞：Kumi Koda

#### ［Disc 1：CD］
1. stay with me [4:54]
作曲：Narumi Kazuto
編曲：Daisuke Kahara
2. Winter Bell [4:09]
作曲：Ryuichiro Yamamoto
編曲：Hiroto Suzuki
3. stay with me (Orgel Version) [2:40]
Remixed by Shinjiro Inoue
4. stay with me (Instrumental) [4:54]
5. Winter Bell (Instrumental) [4:08]

### ［Disc 2：DVD］
1. stay with me "Music Video"
2. stay with me "Music Video" (Another Edition)

### ファンクラブ限定盤
1. stay with me
2. stay with me (Instrumental)

## タイアップ
- au（KDDI / 沖縄セルラー電話）「LISMO」CFソング (#1)
- ソニー・エリクソン・モバイルコミュニケーションズ「WalkmanPhone, Xmini（W65S）」CMソング (#3)

## 参加ミュージシャン
stay with me
- stringsarrangement：前嶋康明
- piano：中司雅美
- guitar：山口周平
- strings：弦一徹ストリングス
- backgroundvocal：Tynice Hinton
- backgroundvocal：Kaleb James
- backgroundvocal：YURI

Winter Bell
- keyboards：鈴木ヒロト
- guitar：養父貴

## 収録アルバム
- stay with me
  - 『TRICK』
  - 『BEST 〜third universe〜』
  - 『WINTER of LOVE』
  - 『BEST 〜2000-2020〜』(ファンクラブ限定盤)

## 収録ライブ映像
- stay with me
  - 『KODA KUMI LIVE TOUR 2009 〜TRICK〜』
    - 『MY NAME IS...』(ファンクラブ限定盤)

  - 『KODA KUMI 2009 TAIWAN』
  - 『KODA KUMI LIVE TOUR 2010 〜UNIVERSE〜』(メドレー)
  - 『Koda Kumi 15th Anniversary First Class 2nd LIMITED LIVE at STUDIO COAST』(WALK OF MY LIFE、ファンクラブ限定盤)
- Winter Bell
  - 『KODA KUMI LIVE TOUR 2009 〜TRICK〜』
  - 『KODA KUMI LIVE TOUR 2018 -DNA-』(Bonus Footage、ファンクラブ限定盤)